# لاري بوينديكستر
لاري بوينديكستر (بالإنجليزية: Larry Poindexter)‏ هو ممثل أمريكي، ولد في 16 ديسمبر 1959 بدالاس في الولايات المتحدة.

## أعمال

### مسلسلات
- جاغ
- التحقيق في موقع الجريمة
- ميامي
- عقول إجرامية
- كاسل
- كيف قابلت أمكما
- هاواي فايف أو

## وصلات خارجية
- لاري بوينديكستر على موقع IMDb (الإنجليزية)
- لاري بوينديكستر على موقع ألو سيني (الفرنسية)
- لاري بوينديكستر على موقع أول موفي (الإنجليزية)
- لاري بوينديكستر على موقع قاعدة بيانات الأفلام السويدية (السويدية)
- لاري بوينديكستر على موقع قاعدة بيانات الفيلم (الإنجليزية)
- لاري بوينديكستر على موقع كينوبويسك (الروسية)